# Harry Babcock (football américain)
Pour les articles homonymes, voir Babcock.
Pour l’article homonyme, voir Harry Babcock pour l'athlète américain.
(en) Statistiques sur pro-football-reference
Harry Lewis Babcock , né le 12 août 1930 à West Nyack, dans la ville de Clarkstown, dans l'État de New York et mort le 6 décembre 1996 à Ocala, en Floride, est un Américain, joueur professionnel de football américain dans la National Football League. C'est la première sélection générale de la draft 1953 de la NFL (en).

## Carrière universitaire
Babcock fréquente l'université de Géorgie où il joue au football américain pour les Bulldogs. Durant son année junior, il bat les records de réception des Bulldogs avec 41 réceptions pour 666 yards et termine la saison en tant que meilleur wide receiver de la Southeastern Conference (SEC). Un accident d'automobile de pré-saison le ralentit pendant sa saison senior, mais Babcock termine quand même terminé deuxième de la SEC en réception.
Sélectionné dans les équipes All-America et All-SEC en 1951, il a eu 80 réceptions en carrière à l'UGA entre 1950 et 1952 52 et a terminé sa carrière avec 1 199 yards de réception.

## Carrière professionnelle
Babcock est sélectionné au premier tour, premier choix total, de la draft 1953 de la NFL par les 49ers de San Francisco. Les 49ers l'ont pris pour les incursions en profondeur pour le quarterback Y.A. Tittle, mais les blessures ont limité Babcock à 30 matchs en trois saisons en NFL. Il a eu seize réceptions durant sa carrière professionnelle.

## Mort
Harry Babcock meurt en 1996, à l'âge de 66 ans, à Ocala, en Floride.

## Statistiques

### NCAA
| Année          | Équipe                 | Statut         | MJ |     | Passes réceptionnées | Passes réceptionnées | Passes réceptionnées | Passes réceptionnées |       | Courses | Courses | Courses | Courses |
| Année          | Équipe                 | Statut         | MJ | Nb. | Yards                | Moy.                 | TD                   | Nb.                  | Yards | Moy.    | TD      |         |         |
| 1950           | Bulldogs de la Géorgie | SO             | 11 | 7   | 77                   | 9,6                  | 0                    | 0                    | 0     | 0,0     | 0       |         |         |
| 1951           | Bulldogs de la Géorgie | JR             | 10 | 41  | 666                  | 16,2                 | 2                    | 0                    | 0     | 0,0     | 0       |         |         |
| 1952           | Bulldogs de la Géorgie | SR             | 11 | 31  | 456                  | 14,7                 | 3                    | 0                    | 0     | 0,0     | 0       |         |         |
| Totaux en NCAA | Totaux en NCAA         | Totaux en NCAA | 32 | 80  | 1 199                | 15,0                 | 5                    | 0                    | 0     | 0,0     | 0       |         |         |

### NFL
| Année         | Équipe                 | MJ            |     | Passes réceptionnées | Passes réceptionnées | Passes réceptionnées | Passes réceptionnées |       | Courses | Courses | Courses | Courses |
| Année         | Équipe                 | MJ            | Nb. | Yards                | Moy.                 | TD                   | Nb.                  | Yards | Moy.    | TD      |         |         |
| 1953          | 49ers de San Francisco | 10            | 7   | 59                   | 8,4                  | 0                    | 0                    | 0     | 0,0     | 0       |         |         |
| 1954          | 49ers de San Francisco | 12            | 6   | 91                   | 15,2                 | 0                    | 0                    | 0     | 0,0     | 0       |         |         |
| 1955          | 49ers de San Francisco | 8             | 3   | 31                   | 10,3                 | 0                    | 0                    | 0     | 0,0     | 0       |         |         |
| Totaux en NFL | Totaux en NFL          | Totaux en NFL | 16  | 181                  | 11,3                 | 0                    | 0                    | 0     | 0,0     | 0       |         |         |